# Time Volley Matera
La Time Volley Matera è stata una società pallavolistica femminile italiana con sede a Matera.

## Storia
Nel 2008 acquista il titolo sportivo dall'Aprilia, esordendo nel campionato di Serie B2 per la stagione 2008-09: viene promossa in Serie B1 dopo aver vinto i play-off promozione. Nella stagione 2009-10 ottiene la seconda promozione consecutiva dopo aver chiuso al secondo posto il proprio girone nel campionato di Serie B1 e aver vinto i play-off promozione.
Nella stagione 2010-11 debutta in Serie A2. Nel campionato 2011-12, complice l'ultimo posto in classifica, retrocede in Serie B1: tuttavia la società termina ogni tipo di attività.